# Сенебкай
Усерибра Сенебкай — фараон Древнего Египта, правивший в части Верхнего Египта во время Второго переходного периода.
Гробница была обнаружена археологами в январе 2014 года. Это открытие подтверждает существование независимой Абидосской династии, представители которой правили одновременно с фараонами XV и XVI династий.

## Гробница
Гробница Сенебкая была обнаружена в январе 2014 года Джозефом Вегнером и группой археологов Пенсильванского университета. Гробница была найдена на территории древнего города Абидос. Открытие было сделано той же группой исследователей, которая в начале января 2014 года определила принадлежность ранее найденной в том же Абидосе гробницы Себекхотепу I.
На стене гробницы и на саркофаге были обнаружены картуши, на которых было высечено имя Сенебкая — «царь Верхнего и Нижнего Египта, сын Ра, Сенебкай». В саркофаге был обнаружен скелет фараона. Его рост при жизни составлял около 185 сантиметров. Также были найдены ритуальные сосуды — канопы, в которых хранились органы фараона. При этом отсутствовали статуэтки богов загробного мира. По мнению археологов, это указывает на то, что гробница была разграблена.
Гробница относится к периоду, когда Египет был захвачен гиксосами, которые позже образовали собственную династию правителей Египта. По словам ученых, Сенебкай не относился к гиксосам, а, значит, страна не была под полным контролем кочевых племен. На останках фараона обнаружены следы 18 ударов колюще-режущими предметами, что говорит в пользу того, что он пал в бою (и вероятно, на колеснице).